# Прва лига Мађарске у фудбалу 2014/15.
Прва лига Мађарске у фудбалу (званично ОТП Банк лига - OTP Bank Liga), или кратко НБ1, сезона 2014/15. је било 113. првенство мађарске прве лиге у фудбалу.
Сезона је почела 26. јула 2014. а завршила 1. јуна 2015. године. Титулу је бранио Дебрецин а нови првак је постао Видеотон, што је била 2. титула овог клуба. Најбољи стрелац првенства са 21 голом је био Немања Николић играч Видеотона.
Нови чланови прве лиге су постали Њиређхаза и ФК Дунаујварош као прваци две друге лиге, исток и запад.
У овом првенству је по први пут почело коришћење пене за обележавање. На стадиону Ференцвароша је, такође по први пут коришћена ГЛТ технологија (goal-line technology — GLT).

## Тимови учесници
Учествовало је укупно 16 тимова, од којих 4 из Будимпеште и 12 из осталих делова Мађарске.

### Стадиони и локације
Табела даје листу тимова, стадиона и капацитете стадина на којима су се утакмице одигравале.
| Тимови учесници такмичења прве лиге Мађарске у фудбалу |             |               |                                    |           |
| Клуб                                                   | Кратко име  | Град          | Стадион                            | Капацитет |
| Дебреценски СКВ                                        | Дебрецин    | Дебрецин      | Стадион Нађерде                    | 9.640     |
| ФК Ференцварош                                         | Ференцварош | Будимпешта    | Стадион Алберт Флоријан            | 18.100    |
| ФК Ђер                                                 | Ђер         | Ђер           | ЕТО Парк                           | 16.000    |
| ФК Сомбатхељ                                           | Халадаш     | Сомбатхељ     | Стадион Рохонци ут                 | 12.000    |
| ФК Хонвед                                              | Хонвед      | Будимпешта    | Стадион Божик Јожеф                | 10.000    |
| ФК Дунаујварош                                         | Дунаујварош | Дунаујварош   | Дунафер арена                      | 15.000    |
| ФК Кечкемет                                            | Кечкемет    | Кечкемет      | Стадион Секто                      | 6.300     |
| ФК Печуј                                               | Печуј       | Печуј         | Стадион ПМФЦ                       | 7.000     |
| ФК Пакш                                                | Пакш        | Пакш          | Стадион Фехервари ут               | 4.950     |
| ФК Папа                                                | Папа        | Папа          | Стадион Перуц                      | 4.500     |
| ФК Њиређхаза                                           | Њиређхаза   | Њиређхаза     | Градски стадион (Њиређхаза, 1958.) | 16.500    |
| ФК Диошђер ВТК                                         | Диошђер     | Диошђер       | Стадион Диошђер                    | 17.000    |
| ФК Ујпешт                                              | Ујпешт      | Ујпешт        | Стадион Ференца Сусе               | 13.501    |
| МТК                                                    | МТК         | Будимпешта    | Стадион Божик Јожеф                | 9.500     |
| ФК Видеотон                                            | Видеотон    | Секешфехервар | Стадион МОЛ арена                  | 15.000    |
| Пушкаш академија                                       | Пушкаш      | Фелчут        | Стадион Панчо арена                | 3.000     |

## Табела
| Пла                            | Поз | Финална табела 2010-2011 | Ута | Поб | Нер | Изг | Г+ | Г- | ГР  | Бод |
| ------------------------------ | --- | ------------------------ | --- | --- | --- | --- | -- | -- | --- | --- |
| Квалификације за Лигу шампиона | 1.  | ФК Видеотон              | 30  | 22  | 5   | 3   | 64 | 14 | +50 | 71  |
| Квалификације за Лигу Европа   | 2.  | ФК Ференцварош           | 30  | 19  | 7   | 4   | 49 | 19 | +30 | 64  |
| Квалификације за Лигу Европа   | 3.  | МТК                      | 30  | 18  | 3   | 9   | 39 | 25 | +14 | 57  |
| Квалификације за Лигу Европа   | 4.  | ФК Дебрецин              | 30  | 15  | 9   | 6   | 44 | 19 | +25 | 54  |
|                                | 5.  | ФК Пакш                  | 30  | 14  | 9   | 7   | 44 | 27 | +17 | 51  |
|                                | 6.  | ФК Ујпешт                | 30  | 14  | 9   | 7   | 40 | 28 | +12 | 51  |
|                                | 7.  | ФК Диошђер               | 30  | 13  | 9   | 8   | 43 | 36 | +7  | 48  |
|                                | 8.  | ФК Ђер (*)               | 30  | 10  | 8   | 12  | 41 | 44 | -3  | 38  |
|                                | 9.  | ФК Кечкемет (*)          | 30  | 10  | 8   | 12  | 30 | 39 | -9  | 38  |
|                                | 10. | Пушкаш академија         | 30  | 10  | 5   | 15  | 35 | 40 | -5  | 35  |
|                                | 11. | ФК Печуј (*)             | 30  | 8   | 7   | 15  | 32 | 51 | -19 | 31  |
|                                | 12. | ФК Њиређхаза (*)         | 30  | 8   | 6   | 16  | 33 | 49 | -16 | 30  |
|                                | 13. | ФК Хонвед                | 30  | 6   | 10  | 14  | 26 | 36 | -10 | 28  |
|                                | 14. | ФК Сомбатхељ             | 30  | 7   | 4   | 19  | 26 | 53 | -27 | 25  |
| Descendió                      | 15. | ФК Дунаујварош           | 30  | 5   | 8   | 17  | 26 | 49 | -23 | 22  |
| Descendió                      | 16. | ФК Папа                  | 30  | 4   | 7   | 19  | 14 | 57 | -43 | 19  |

(*) Следећи клубови ФК Ђер, ФК Кечкемет, ФК Пакш и ФК Њиређхаза због финансијске ситуације нису могли да обнове професионалну лиценцу.
- (C) Освајач Куп Мађарске у фудбалу.
- (А) Клуб промовисан у претходној сезони.

|  | Квалификације за Лига шампиона 2015/16..    |
|  | Квалификације за УЕФА лига Европе 2015/16.. |
|  | Испао из Прве лиге.                         |

## Признања
| Шампион Мађарске у фудбалу 2014/15. |
| ФК Видеотон 2. титула               |

| Најбољи стрелац         |
| Немања Николић (21 гол) |